# Событийно-ориентированное программирование
Событи́йно-ориенти́рованное программи́рование (англ. event-driven programming; в дальнейшем СОП) — парадигма программирования, в которой выполнение программы определяется событиями — действиями пользователя (клавиатура, мышь, сенсорный экран), сообщениями других программ и потоков, событиями операционной системы (например, поступлением сетевого пакета).
СОП можно также определить как способ построения компьютерной программы, при котором в коде (как правило, в головной функции программы) явным образом выделяется главный цикл приложения, тело которого состоит из двух частей: выборки события и обработки события.
Как правило, в реальных задачах оказывается недопустимым длительное выполнение обработчика события, поскольку при этом программа не может реагировать на другие события. В связи с этим при написании событийно-ориентированных программ часто применяют автоматное программирование.

## Сфера применения
Событийно-ориентированное программирование, как правило, применяется в трёх случаях:
1. при построении пользовательских интерфейсов (в том числе графических);
2. при создании серверных приложений в случае, если по тем или иным причинам нежелательно порождение обслуживающих процессов;
3. при программировании игр, в которых осуществляется управление множеством объектов.

## Применение в серверных приложениях
Событийно-ориентированное программирование применяется в серверных приложениях для решения проблемы масштабирования на 10000 одновременных соединений и более.
В серверах, построенных по модели «один поток на соединение», проблемы с масштабируемостью возникают по следующим причинам:
- слишком велики накладные расходы на структуры данных операционной системы, необходимые для описания одной задачи (сегмент состояния задачи, стек);
- слишком велики накладные расходы на переключение контекстов.

Философской предпосылкой для отказа от потоковой модели серверов может служить высказывание Алана Кокса: «Компьютер — это конечный автомат. Потоковое программирование нужно тем, кто не умеет программировать конечные автоматы».
Серверное приложение при событийно-ориентированном программировании реализуется на системном вызове, получающем события одновременно от многих дескрипторов (мультиплексирование). При обработке событий используются исключительно неблокирующие операции ввода-вывода, чтобы ни один дескриптор не препятствовал обработке событий от других дескрипторов.

### Мультиплексирование
Для мультиплексирования соединений могут быть использованы следующие средства операционной системы:
- select (большинство UNIX систем). Плохо масштабируется, из-за того, что список дескрипторов представлен в виде битовой карты;
- poll и epoll (Linux);
- kqueue (FreeBSD);
- /dev/poll (Solaris);
- IO completion port (Windows);
- POSIX AIO на текущий момент только для операций дискового ввода-вывода;
- io submit и eventfd для операций дискового ввода-вывода.

### Примеры реализаций
- Веб-серверы:
  - Node.js
  - nginx
  - lighttpd
  - Tornado
- Прокси-серверы:
  - Squid

## Применение в настольных приложениях
В современных языках программирования события и обработчики событий являются центральным звеном реализации графического интерфейса пользователя. Рассмотрим, к примеру, взаимодействие программы с событиями от мыши. Нажатие правой клавиши мыши вызывает системное прерывание, запускающее определённую процедуру внутри операционной системы. В этой процедуре происходит поиск окна, находящегося под курсором мыши. Если окно найдено, то данное событие посылается в очередь обработки сообщений этого окна. Далее, в зависимости от типа окна, могут генерироваться дополнительные события. Например, если окно является кнопкой (в Windows все графические элементы являются окнами), то дополнительно генерируется событие нажатия на кнопку. Отличие последнего события в том, что оно более абстрактно, а именно, не содержит координат курсора, а говорит просто о том, что было произведено нажатие на данную кнопку.
Обработчик события может выглядеть следующим образом (на примере C#):
```
    
private
 
void
 
button1_Click
(
object
 
sender
,
 
EventArgs
 
e
)

    
{

        
MessageBox
.
Show
(
"Была нажата кнопка"
);

    
}

```

Здесь обработчик события представляет собой процедуру, в которую передается параметр sender, как правило содержащий указатель на источник события. Это позволяет использовать одну и ту же процедуру для обработки событий от нескольких кнопок, различая их по этому параметру.

### Языки программирования
В языке C# события реализованы как элемент языка и являются членами классов. Механизм событий здесь реализует шаблон проектирования Publisher/Subscriber. Пример объявления события:
```
    
public
 
class
 
MyClass

    
{

        
public
 
event
 
EventHandler
 
MyEvent
;

    
}

```

Здесь EventHandler — делегат, определяющий тип процедуры обработчика событий. Подписка на событие производится следующим образом:
```
    
myClass
.
MyEvent
 
+=
 
new
 
EventHandler
(
Handler
);

```

Здесь myClass — экземпляр класса MyClass, Handler — процедура-обработчик. Событие может иметь неограниченное количество обработчиков. При добавлении обработчика события он добавляется в специальный стек, а при возникновении события вызываются все обработчики по их порядку в стеке. Отписка от события, то есть удаление обработчика производится аналогично, но с использованием оператора «-=».
Разные языки программирования поддерживают СОП в разной степени. Наиболее полной поддержкой событий обладают следующие языки (неполный список):
- Perl (события и демоны DAEMON, и их приоритеты PRIO),[2]
- Delphi (язык программирования),
- ActionScript 3.0,
- C# (события event)[3],
- JavaScript (действия пользователя).

Остальные языки, в большей их части, поддерживают события как обработку исключительных ситуаций.

## Инструменты и библиотеки
- Node.js, событийно-ориентированный I/O фреймворк на JavaScript движке V8
- Cocoa & Objective-C, рефлексивный объектно-ориентированный язык программирования, добавляющий сообщения в стиле Smalltalk в язык Си.
- GLib
- Gui4Cli[4], событийно-ориентированный язык программирования для Windows
- libsigc++[англ.]
- libevent
- POCO
- libasync, часть библиотек sfs и sfslite[5], эффективная событийная библиотека для C++
- Perl Object Environment[англ.]
- AnyEvent, EV — модули на Perl для событийно-ориентированного программироания
- PRADO[англ.], компонентный событийно-ориентированный инструмент для Web-программирования на PHP 5
- Tcl
- Twisted, Python
- Qt, кроссплатформенная библиотека виджетов для C++, основанная на модели управления событиями. Существует сокращённая версия, называемая Qt/Console, из которой исключён код поддержки виджетов, и представляющий собой управляемый событиями фреймворк, в который также включены некоторые дополнительные средства, вроде кроссплатформенной работы с сетью, многопоточности и работы с XML.
- QP — семейство открытых событийно-ориентированных окружений для встроенных систем реального времени[6]
- Simple Unix Events a.k.a. SUE[7], простая объектно-ориентированная библиотека для построения событийно-ориентированных программ под Unix на языке C++.

### Англоязычные источники
- описание из Portland Pattern Repository
- Event-Driven Programming: Introduction, Tutorial, History — учебное пособие Стефана Ферга (Stephen Ferg)
- Event Driven Programming учебное пособие Алана Голда (Alan Gauld)
- Martin Fowler. Event Collaboration
- Ben Watson. Transitioning from Structured to Event-Driven Programming
- Jonathan Simon. Rethinking Swing Threading
- Chris McDonald. The event driven programming style
- Christopher Diggins. Event Driven Programming using Template Specialization
- Stefan Schiffer and Joachim Hans Fröhlich. Concepts and Architecture of Vista — a Multiparadigm Programming Environment
- Event-Driven Programming and Agents
- LabWindows/CVI Resources
- Comment by Tim Boudreau
- Complex Event Processing and Service Oriented Architecture
- Event-driven programming and SOA: Jack van Hoof. How EDA extends SOA and why it is important;;
- Пример с открытым кодом: Distributed Publish/Subscribe Event System
- Событийно-ориентированное программирование на языке Java: Rex Youung. Jsasb (недоступная ссылка)

### Материалы на русском
- Н. Н. Непейвода. 13. Лекция: Событийное программирование // Стили и методы программирования. курс лекций. учебное пособие. — М.: Интернет-университет информационных технологий, 2005. — С. 213—222. — 316 с. — ISBN 5-9556-0023-X.
- С.В. Зыков. Лекции №15 и №16 // Введение в теорию программирования. Объектно-ориентированный подход. — Интернет-университет информационных технологий.
- О. В. Ануфриев. О методике обучения основам событийного программирования]. Новосибирский государственный педагогический университет. Дата обращения: 29 октября 2010. Архивировано из оригинала 4 марта 2016 года.
- А. П. Полищук, С. А. Семериков. Программирование в X Window средствами Free Pascal